# Bolesław Bogdan
Bolesław Bogdan (ur. 10 lutego 1930 w Tuszymie, zm. 18 marca 2022 w Sulejówku) – polski pięcioboista nowoczesny, następnie trener. Mistrz Polski (1958), jeden z twórców sukcesów polskiego pięcioboju nowoczesnego w latach 70., podpułkownik Ludowego Wojska Polskiego.

## Życiorys
W młodości uprawiał lekką atletykę i narciarstwo. Od 1951 był oficerem LWP, od 1956 do 1966 pracował jako instruktor w WKS Lotnik Warszawa. Jako zawodnik wywalczył w 1958 mistrzostwo Polski w pięcioboju nowoczesnym, reprezentował również Polskę na mistrzostwach świata w 1957, w debiucie biało-czerwonych w tej imprezie, zajmując 34 m. indywidualnie i 10 m. drużynowo. W 1958 zajął na mistrzostwach świata 24 m. indywidualnie i 8 m. drużynowo.
Od 1963 do 1966 był wiceprezesem Polskiego Związku Judo. W latach 1966–1980 był trenerem kadry narodowej w pięcioboju nowoczesnym, a reprezentanci Polski zdobyli wówczas złoto olimpijskie (Janusz Pyciak-Peciak w 1976), indywidualne mistrzostwo świata (Janusz Pyciak-Peciak w 1977), drużynowe mistrzostwo świata (1977 i 1978) oraz dwa srebrne (Janusz Pyciak-Peciak w 1978 i 1979) i jeden brązowy medal (Sławomir Rotkiewicz w 1977) na mistrzostwach świata indywidualnie. W 1977 został wybrany trenerem roku przez Przegląd Sportowy (razem ze swoimi współpracownikami - Krystyną Babirecką, Zbigniewem Katnerem i Zbigniewem Kuciewiczem). Od 1969 do 1980 pełnił równocześnie funkcję wiceprezesa Polskiego Związku Pięcioboju Nowoczesnego, był też kierownikiem sekcji pięcioboju nowoczesnego CWKS Legia Warszawa. 
Po zakończeniu sezonu 1980 zrezygnował ze wszystkich funkcji w polskim pięcioboju, albowiem władze PZPNow. nie poparły proponowanej przez niego lokalizacji mistrzostw świata w 1981 w Warszawie (wybrano Drzonków). W latach 1982–1985 pracował z kadrą narodową Egiptu.
W 1977 został odznaczony Krzyżem Kawalerskim Orderu Odrodzenia Polski.